# Charles FitzRoy (2. książę Cleveland)

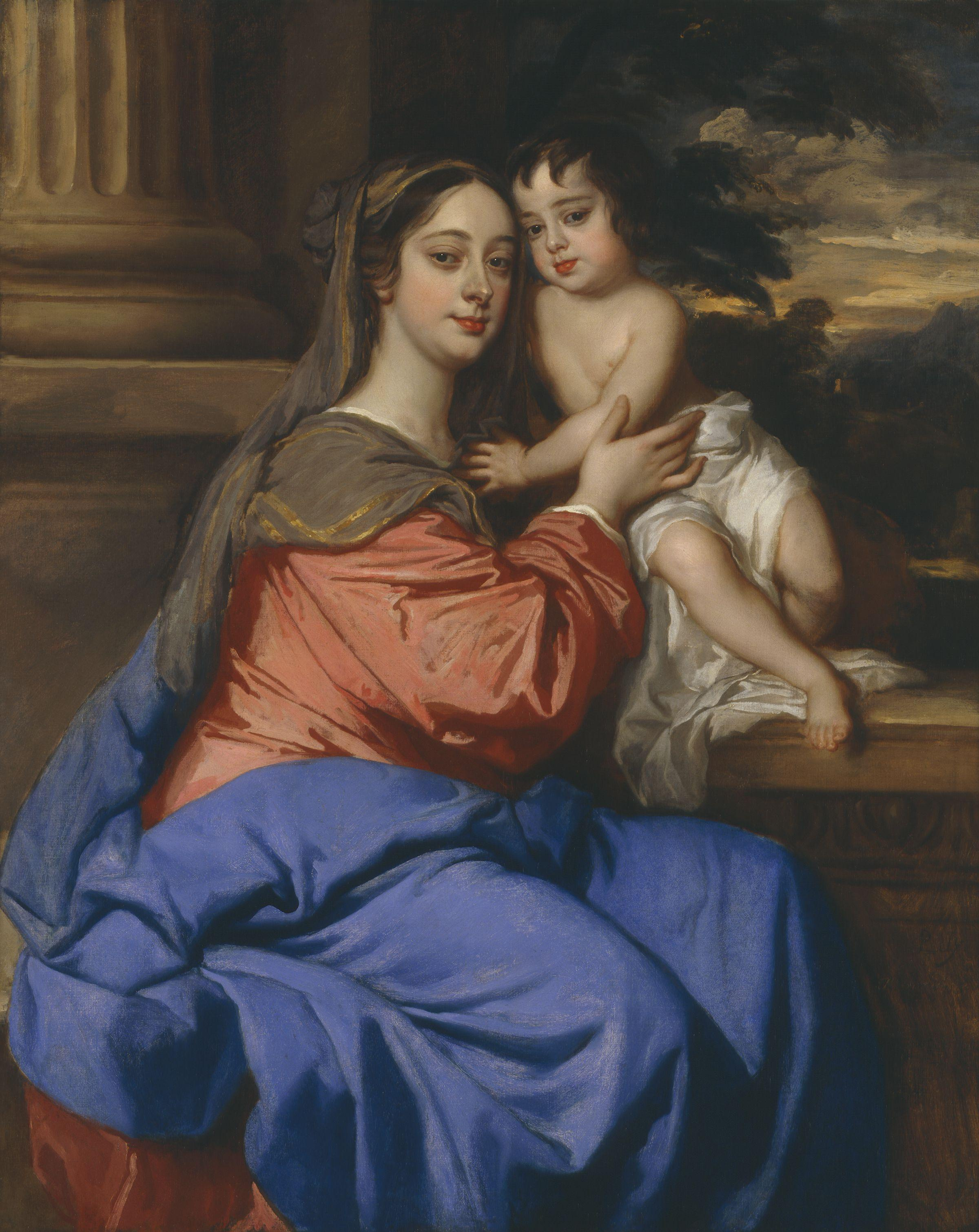
Barbara Palmer ze swoim synem Charlesem jako Madonna z Dzieciątkiem – dzieło Petera Lely

Charles Palmer, później Charles FitzRoy (ur. 1662 w Londynie, zm. 9 września 1730 tamże) – nieślubny syn króla Anglii i Szkocji Karola II i Barbary Palmer. Jego oficjalnym ojcem był Roger Palmer, 1. hrabia Castelmaine. Narodziny Charlesa rozpoczęły separację jego rodziców. Castlemaine ochrzcił chłopca w obrządku katolickim, jednak na polecenie króla sześć dni później odbył się chrzest Charlesa w obrządku protestanckim.
W 1670 r. król nadał mu tytuł księcia Southampton. Po śmierci matki w 1709 r., pomimo swojego nieślubnego pochodzenia, przejął jej tytuł 2. księcia Cleveland.
W 1671 r. poślubił Mary Wood (1664–15 listopada 1680), córkę sir Heny'ego Wooda i Mary Gardiner, córki Thomasa Gardinera. Małżeństwo to nie doczekało się potomstwa.
W 1694 r. poślubił Anne Pultney (25 listopada 1663–20 lutego 1746), córkę sir Williama Pulteneya. Charles i Anne mieli razem trzech synów i trzy córki:
- Grace FitzRoy (28 marca 1697–29 września 1763), żona Henry'ego Vane'a, 1. hrabiego Darlington, miała dzieci
- William FitzRoy (19 lutego 1768–18 maja 1774), 3. książę Cleveland i 2. książę Southampton
- Charles FitzRoy (1699–1723)
- Henry FitzRoy (1701–1708)
- Barbara FitzRoy (przed 1730 – ?)
- Anne FitzRoy (przed 1730 – ?)

Cleveland zmarł w 1730 r. Jego pogrzeb miał miejsce 30 listopada w Westminsterze.